# POLR2F
POLR2F‏ (RNA polymerase II subunit F) هوَ بروتين يُشَفر بواسطة جين POLR2F في الإنسان.
يُشفِّر هذا الجين سادس أكبر وحدة فرعية من بوليميراز الحمض النووي الريبوزي الثاني، وهو البوليميراز المسؤول عن تخليق الحمض النووي الريبوزي الرسول في حقيقيات النوى، والذي تشترك فيه أيضًا بوليميرازات الحمض النووي الريبوزي الأخرى الموجهة للحمض النووي. في الخميرة، تُشكِّل هذه الوحدة الفرعية من البوليميراز، بالاشتراك مع وحدتين فرعيتين أخريين على الأقل، بنيةً تُثبِّت بوليميراز النسخ على قالب الحمض النووي الريبوزي.

## التفاعل
لقد ثبت أن POLR2F يتفاعل مع POLR2C.